# Меншиковський палац
Меншиковський палац — перша кам'яна споруда Петербурга палацового типу. Збудований в 1710-1720-х роках як резиденція Олександра Даниловича Меншикова (1673–1729), довіреної особи царя Петра І, генерал-губернатора столиці, першого президента Військової колегії (тогочасного міністра).
Меншиковський палац не є меморіальним музеєм князя Меншикова О. Д., незважаючи на збереження в назві його прізвища, як не є меморіальним музеєм Букінгема сучасний Букінгемський палац в Лондоні. Бо меморіальних речей князя (окрім прижиттєвих портретів та великого годинника) практично не збережено.

## Історія палацу

### Палац на Василівському острові Петербурга

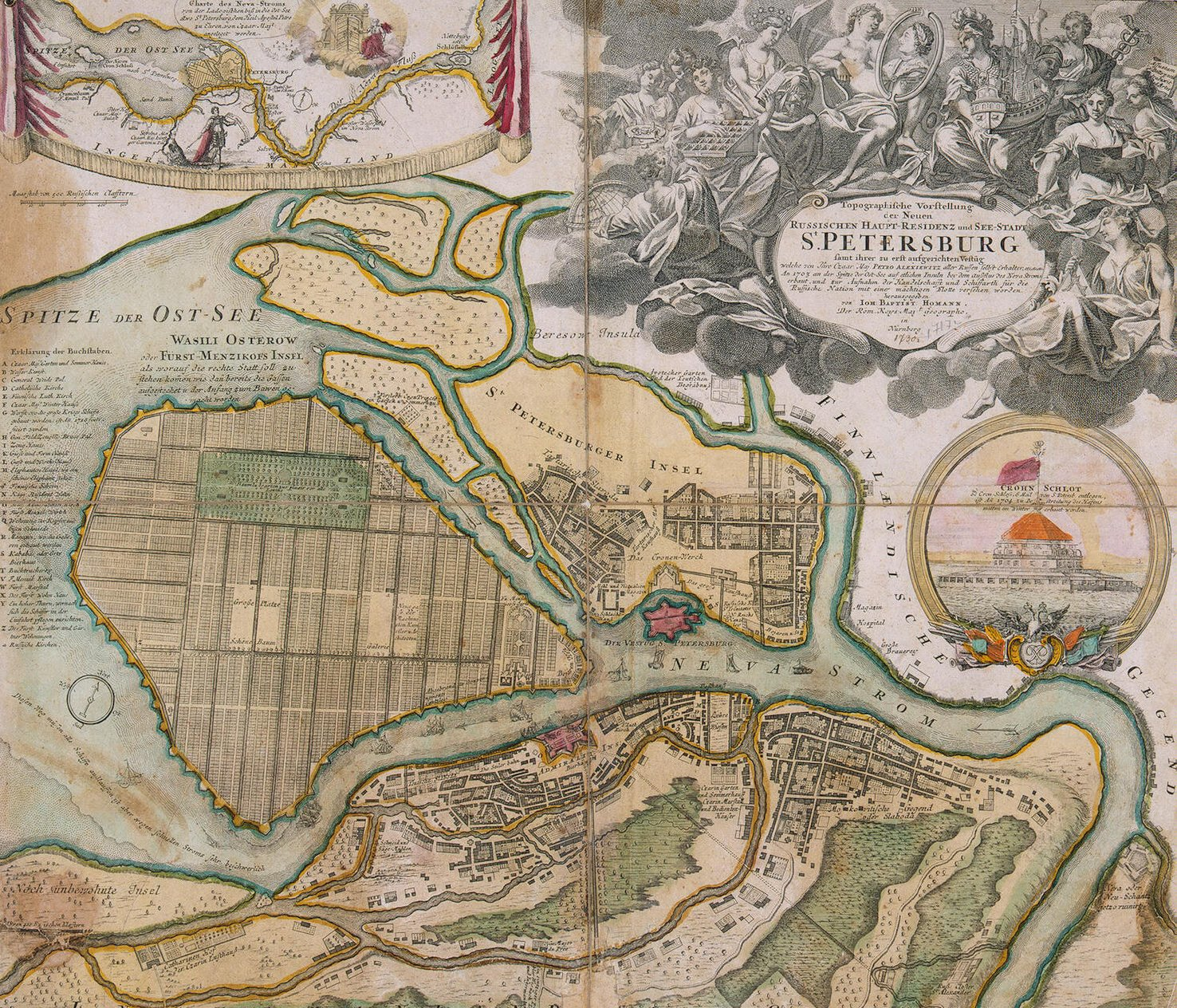
Ген. план 1720-х рр. Хоманн, Найбільший з островів — Василівський

Земельну ділянку на Василівському острові Меншиков отримав ще 1703 р., одразу після заснування Петербурга. Ймовірно, що роботи розпочав архітектор Джованні Марія Фонтана, що працював на Меншикова ще в Москвії перебудував для Меншикова — Лефортовський палац. Саме його вважають автором кам'яної будівлі, що виходить фасадом на Неву. Це і є перша кам'яна споруда Петербурга палацового типу. Архітектор Фонтана виїхав з Петербурга у 1712 р. і розбудову доручили архітектору Йогану-Ґоттфріду Шеделю — з 1713 р.

### Опис палацу і садиби
До розбудови ділянки звернулися лише влітку 1710 р., після завоювання замку Виборг. Забудова — садибного типу з панською оселею, садом, городом і службовими приміщеннями (будинок управителя-«маршалка» Ф. Соловйова, оранжерея, оселі для слуг, мазанкова церква Воскресіння з курантами). Палац триповерховий з бічними ризалітами на 13 осей. Фасад у кам'яного палацу досить стриманий, майже дріб'язкий за декором, програвав поряд з фасадом дерев'яного Посольського палацу, що стояв поряд на ділянці ще з 1704 року і мав ознаки розвиненого стилю бароко. Над вхідним порталом палацу створили дерев'яний балкон, де розташовувався військовий оркестр для зустрічі вельможних гостей.
Це не останнє нововведення. Гостей зустрічали в Парадних сінях з римськими скульптурами в нішах. А наскрізний прохід давав можливість бачити ще й парк регулярного типу за палацом (сад бароко європейського зразка). Планування палацу анфіладного типу, де кожна зала мала свою назву і свою оздобу. Перший поверх займали припалацові майстерні, поварня, кордегардія для почесної варти. Другий поверх мав парадні приміщення і залу для асамблей, балів та зустрічей царя і вельмож.

Гравер Олексій Ростовцев. «Меншиковський палац» в Петербурзі, 1716 р.
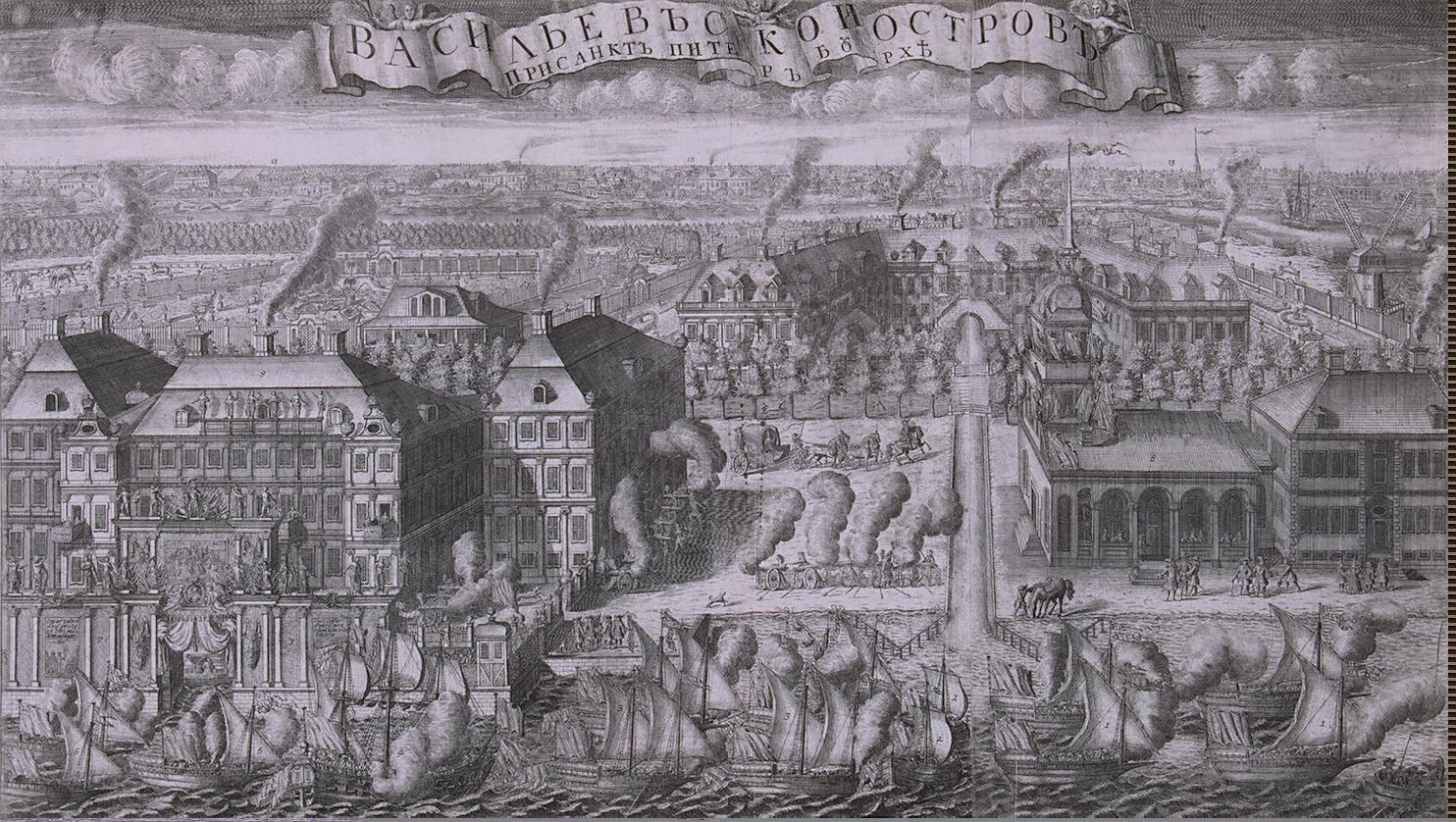
Гравер Олексій Зубов. «Садиба Меншикова з посольським палацом і бароковим садом», 1715 р.

### Подальша доля

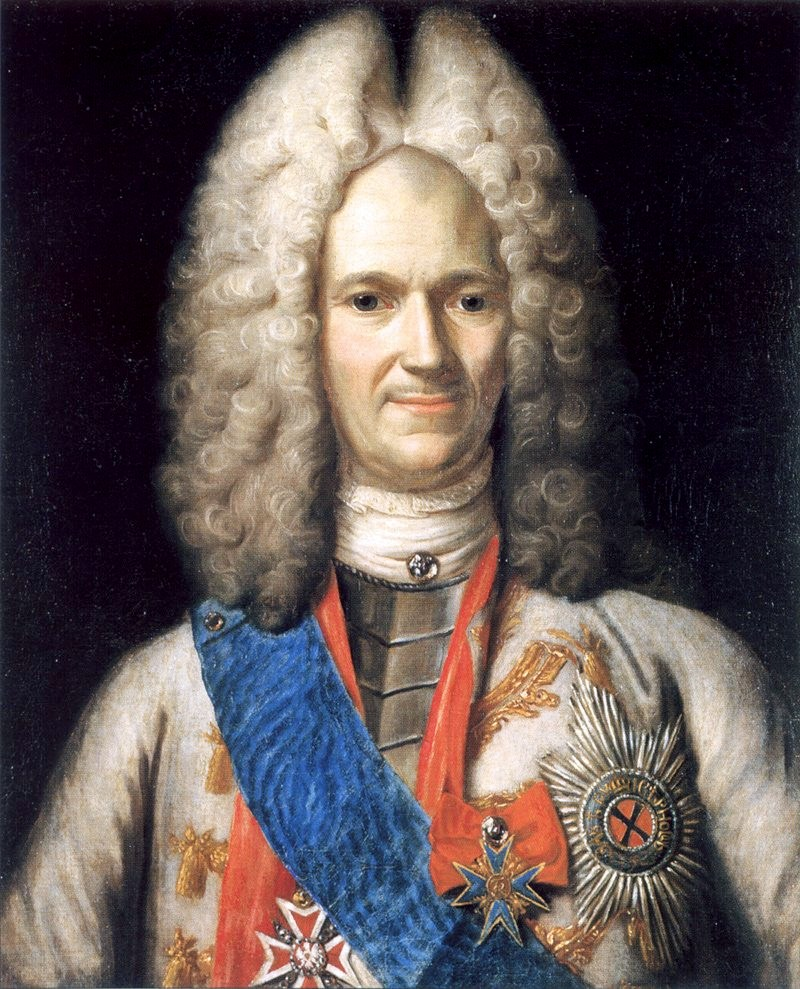
Прижиттєвий портрет А. Д. Меншикова. 1716–1720 гг.,
невідомий художник.

Після арешту Меншикова і його заслання палац конфіскували. 1731 року його відвели під розміщення елітного Шляхетного військового училища для дворянських дітей. Палац добудували з боків і забудували двір, знищивши сад. А новий навчальний заклад для привілейованих дворянських юнаків отримав власну бібліотеку, театр, навчальні кімнати, їдальню, церкву тощо. Замови на перебудови і пристосування палацової споруди під військове училище університетського типу в різні роки отримували Доменіко Трезіні, Земцов Михайло Григорович, Василь Баженов, Юрій Фельтен,
Старов Іван Єгорович. Саме тут опановували військову науку і світське поводження видатні військові і громадські діячі Російської імперії. Первісний вигляд і оздоби збереглися лише в східній частині палацу.

### 20 століття. Реставрація палацу

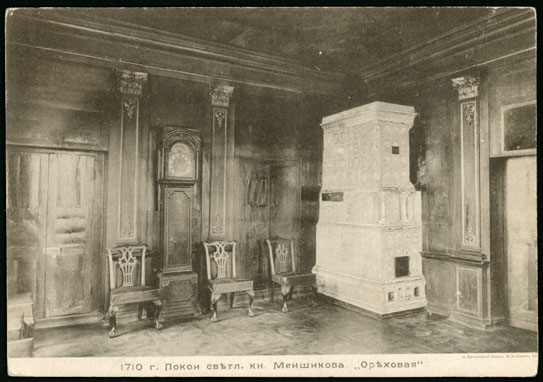
Горіховий кабінет палацу, початок 20 ст. Архівне фото.

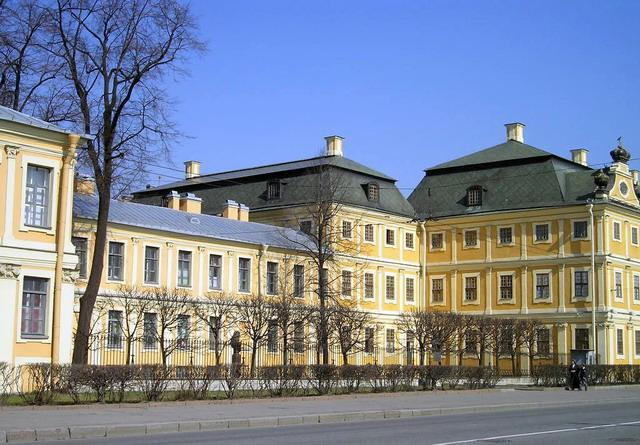
Меншиковський палац, західне крило будівлі.

Перша спроба реставрувати кам'яний палац була ще наприкінці 19 ст. Бо це була практично єдина будівля, що збереглася від первісної міської садиби князя.
Справжня наукова реставрація почалася з 1966 р. під керівництвом видатного науковця А. Е. Гессена, з 1975 р. — під керівництвом К. А. Кочергіна. Палацу повернули фасадову оздобу за гравюрами 1715 р. А. Зубова і 1717 р. А. Ростовцева. Звели характерний для доби дах з переломом. Проведені зондажі і розкриття в інтер'єрах зі збереженням всіх знахідок (гіпсові медальйони в Секретарській кімнаті, плафон (живопис) художника П. Пільмана в Горіховому кабінеті, склепіння різного типу в інтер'єрах першого поверху та ін.)
У зв'язку з пограбуванням палацу після арешту Меншикова і конфіскацією майна, первісні меблі і оздоби не збереглися, окрім голландських та російських кахлів, оригінального плафону художника П. Пільмана, дерев'яних панелей Горіхового кабінету тощо.
Меншиковський палац не є меморіальним музеєм князя Меншикова О. Д., незважаючи на збереження в назві його прізвища, як не є меморіальним музеєм Букінгема сучасний Букінгемський палац в Лондоні. Бо меморіальних речей князя (окрім прижиттєвих портретів та великого годинника) практично не збережено.

### Експозиція
З 1981 р. палац передано Державному Ермітажу, де створена експозиція «Культура Російської імперії першої третини 18 століття». Зали оздобили речами-аналогами кінця 17-початку 18 ст. з фондів Ермітажу (зброя, російські та іноземні меблі, килими арабського Сходу, гобелени Італії і Фландрії, гравюри, живопис, ужиткові речі доби).

### Великі сіни

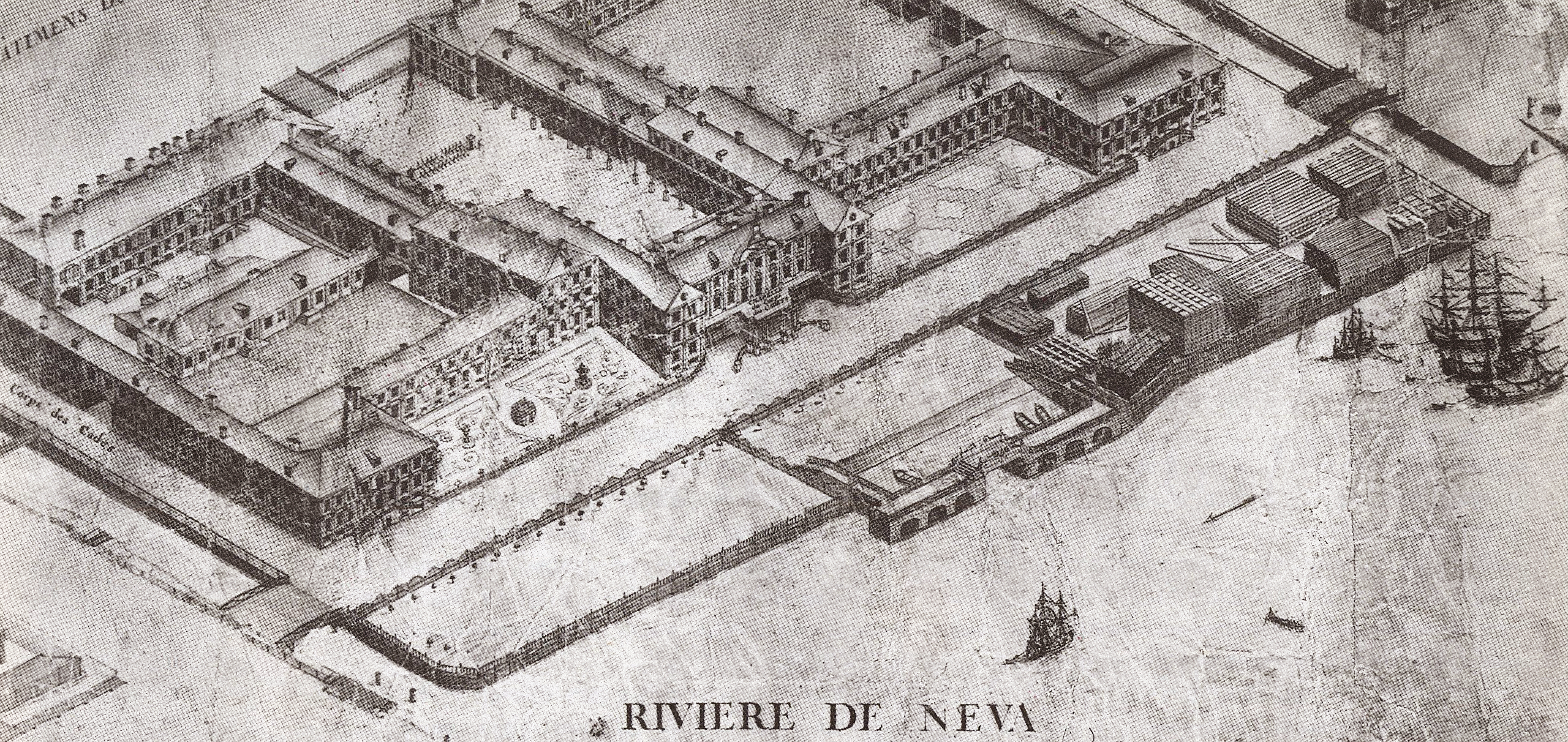
Меншиковський палац в Петербурзі станом на 1767 рік

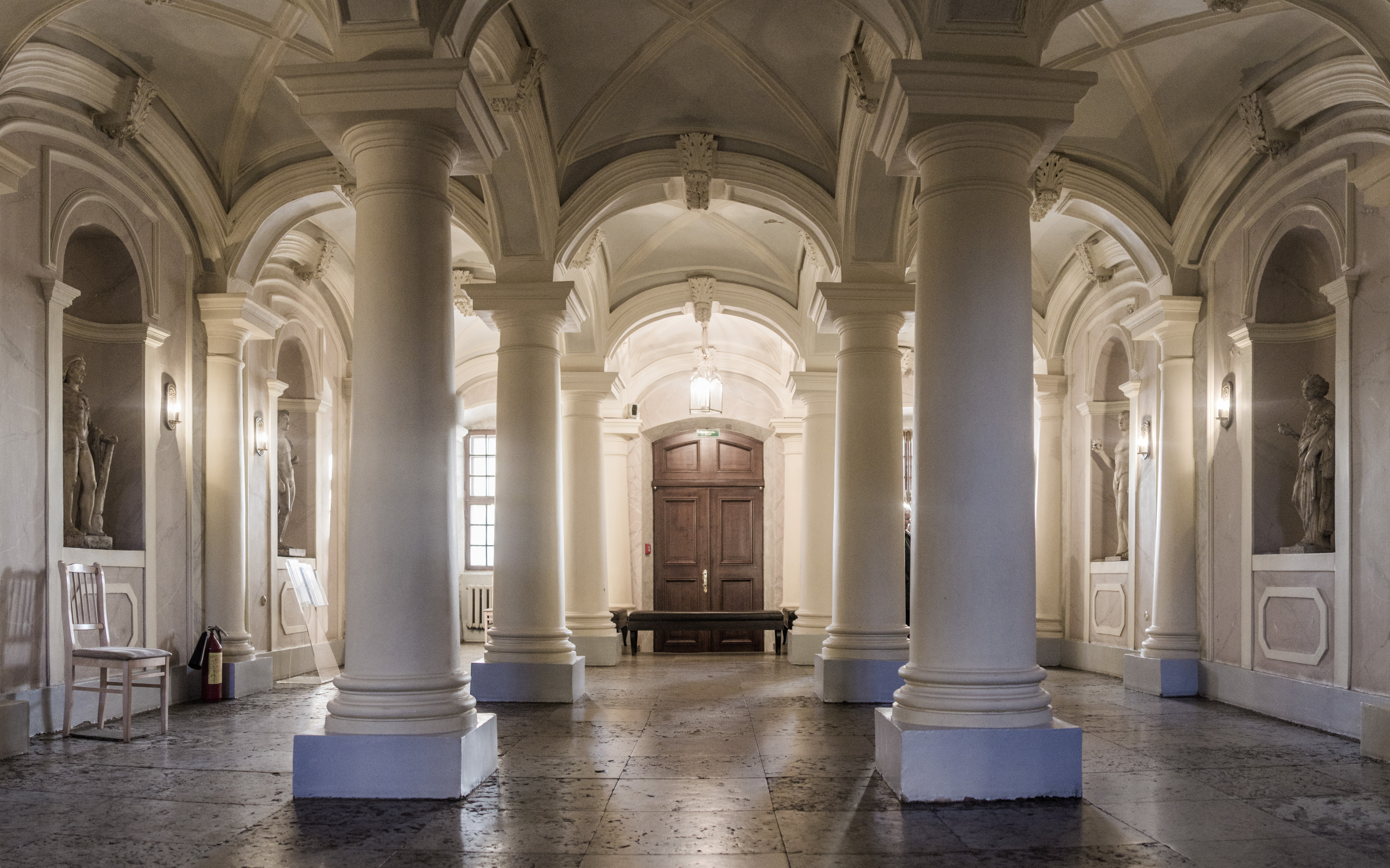
У Великих сінях Меншиковського палацу у Петербурзі. Стан після відновлення.

Великі сіни (або вестибюль) — парадна частина палацу з боку річки Нева. На початку 18 століття вестибюль виходив на річкову пристань, до якої швартували човни. Палац в ті часи не мав під'їзду суходолом і до нього діставалися водою.
Великі сіни розділяють перший поверх палацу на дві частини і мають наскрізний вихід в сад. Простір сіней розділений на три нави колонами. Бічні нави використані для сходинок, центральна веде до дворику по-за палацом та зниклого нині саду. Бічні стіни сіней мають декоративний стінопис, що імітує мармур та ніші зі скульптурами. З описів палацу відомо, що Меншиков купував мармурову скульптуру в Італії, як копії доби Стародавнього Риму, так і твори сучасних йому майстрів. Після заслання Меншикова, мармурова скульптура з палацу і саду була конфіскована і прикрасила царські палаци та сади. Серед збережених скульптур — Алегорія Юстиції (іт. скульптор — Альвізе Тальяп'єтра), що досі прикрашає Йорданські сходи Зимового палацу.
Після реставрації Великих сіней ніші прикрасили копіями давньримських скульптур 2 ст. н. е. («Геракл», «Герой», «Парис», «Флора»), а в центрі -скульптура «Аполлон». Найбільшу мистецьку вартість має мармурова скульптура «Діана з Амуром та песиком», створена іт. скульптором Джузеппе Торретто (1661–1743). Вона ніколи не належала князю, а походить з первісного комплекту скульптур, якими прикрасили Літній сад на початку 18 століття. Літній сад в той час мав декілька «лежачіх скульптур», але вони були пошкоджені і зникли. «Діана з Амуром та песиком» одна з небагатьох, що збережена з тої доби. Скульптура створена у 1717 р. і має власний підпис Джузеппе Торретто.

### Велика палата

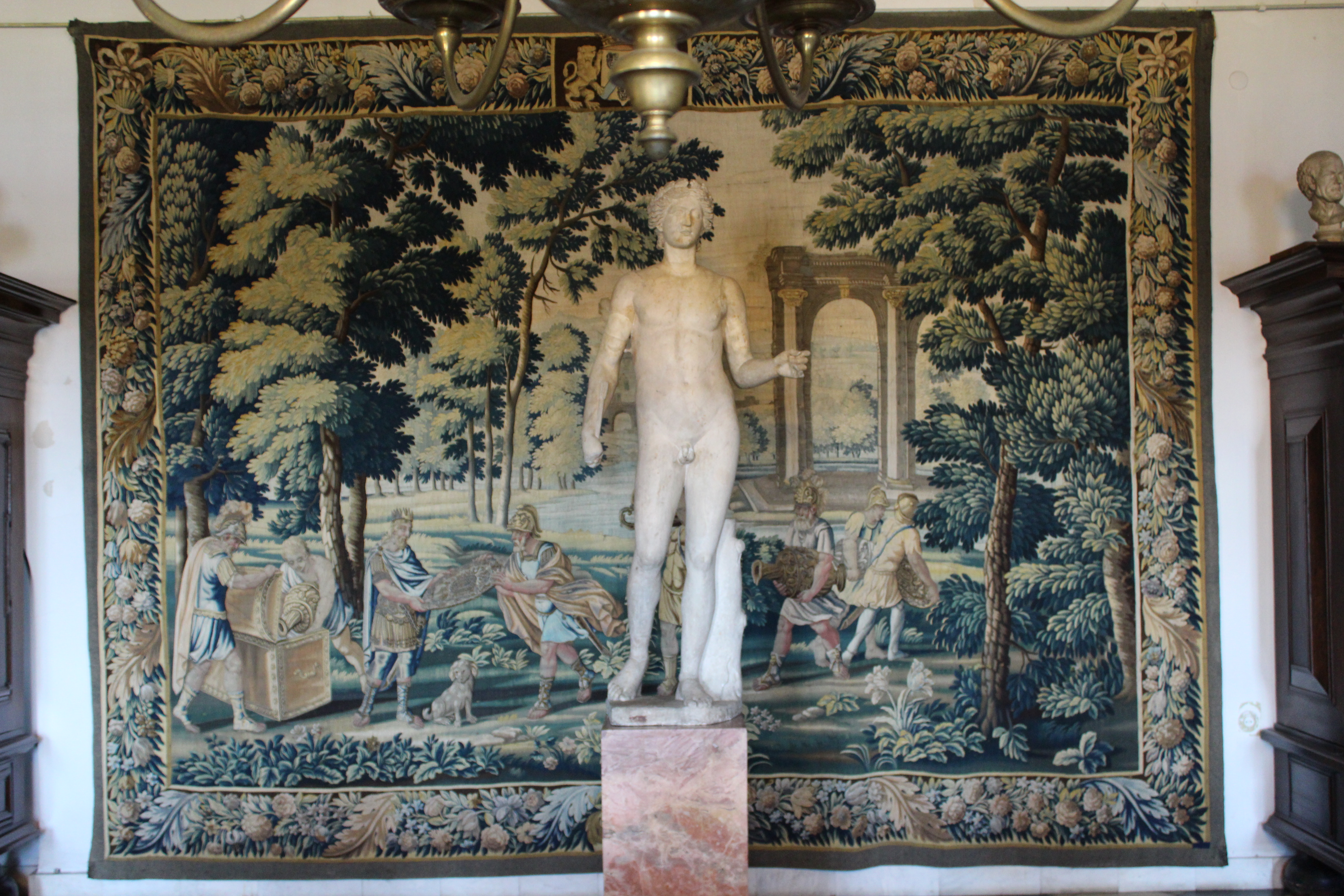

Велика палата слугувала для парадних аудієнцій та свят. Її інтер'єр відтворений за описами та має оригінальні меблі з міста Данциг, декоративні мармурові погруддя 17-18 ст. з Італії, унікальний комплекс п'яти гобеленів, створений у Франції 1677 року.
Стіл вкрито килимом замість скатертини на голландський манер та прикрашено срібною лоханню для охолодження вина. Велику лохань створив майстер-ювелір з міста Амстердам — Пелгром Петхолт (1705–1751) у 1714 р.

### Горіховий кабінет

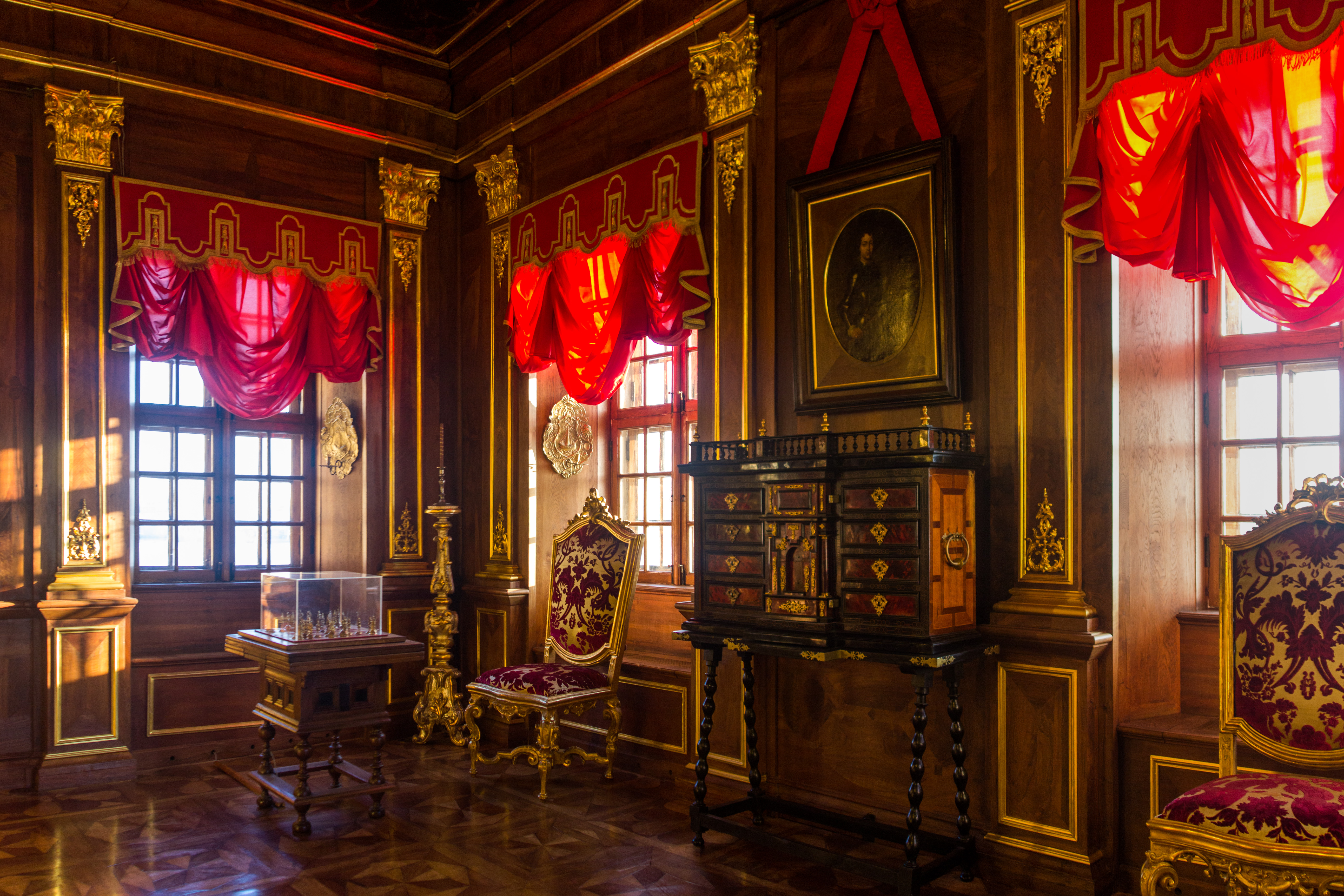
Горіховий кабінет після реставрації, фото 2014 р.

Серед випадково збережених парадних приміщень другого поверху, не декорованих кахлями з міста Делфт, заслуговує уваги Горіховий кабінет. Стіни приміщення оздоблені дерев'яними горіховими панелями (звідси назва кабінету) та пілястрами з золоченими капітелями. Стелю кабінету переробляли щонайменше тричі.
Дослідження стелі виявили первісну її оздобу в техніці фрески початку 18 століття. Цей мальваний плафон має усі властивості перехідної доби і несе алегоричне зображення бога війни Марса на тлі з військовою арматурою (гармати, ядра, щити, лук і сагайдак, барабан тощо). Пропаганда війни займала чильне місце в просвітницькій та культурній політиці царя Петра І. Політиці царя в цьому питанні слугували навіть скульптури Літнього саду (Алегорія Навігації, богиня війни Беллона, скульптура Слава вояків, скульптурна група «Ніштадська мирна угода».) Мальований плафон з зображенням Марса — свідоцтво підтримки князем Мншиковим політики царя. Але тьмяні фарби фрески і провінційне виконання живопису не задовольнили Меншикова. Новоприбулий француз — художник створив пишний плафон олійними фарбами і нетерплячий володар наказав просто закрити фреску новим зразком палацового декору.
Останньою оздобою стелі і був унікальний плафон, який створив запрошений у Петербург французький художник-декоратор Філіп Пільман і який збережено донині.

### Ассамблейна зала
Найбільшим приміщенням другого поверху була Ассамблейна зала. Після розташування в палаці військового Шляхетного корпусу, зала використовувалась як училищна церква і була значно перебудована з додачею іконостасу. Відновити її первісний інтер'єр неможливо. Тому тут реставровані залишки пізніх оздоб, видалено іконостас, а приміщення використовується для музейних виставок.

## Фотогалерея

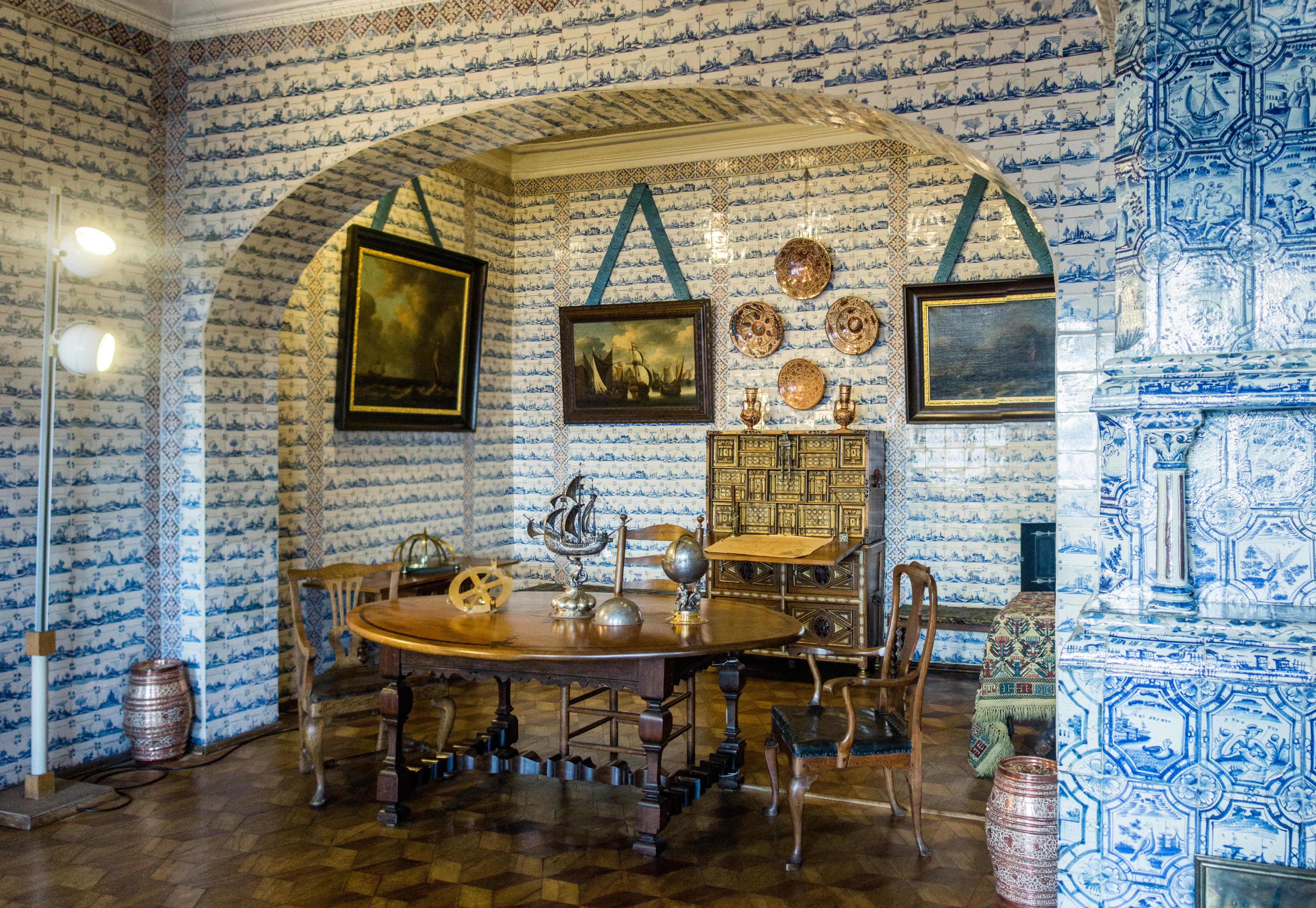
Морський кабінет
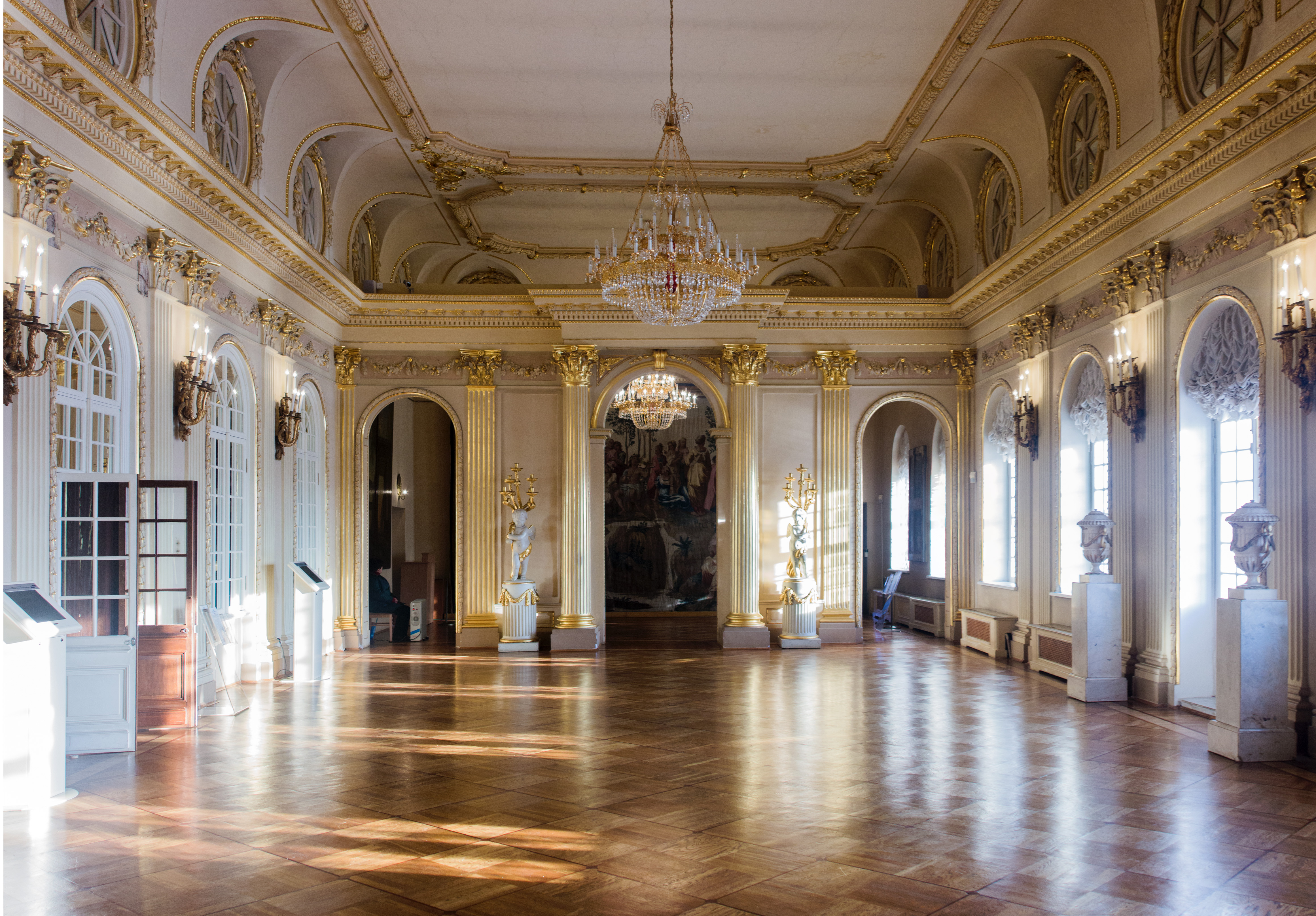
Зала на місці церкви військового училища
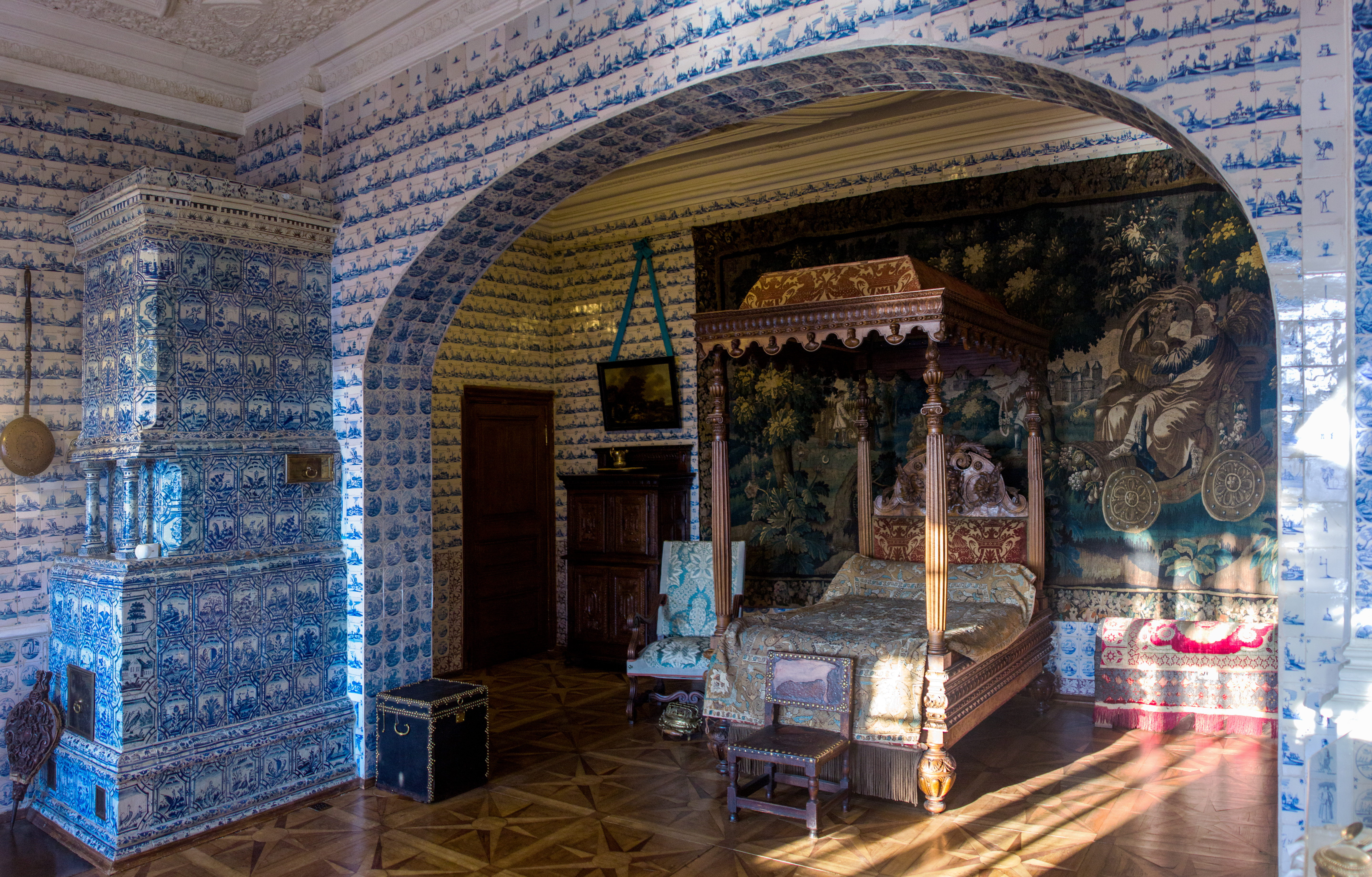
Спальня рідної сестри дружини князя і виховательки його дітей

## Розташування
м. Петербург, Університетська набережна, б.15. Найближча ст. метро «Василєостровська».